# Сэндс, Шамар
Шамар Сэндс (англ. Shamar Sands; род. 30 апреля 1985, Нассау) — багамский легкоатлет, специалист по барьерному бегу и спринту. Выступал на профессиональном уровне в 2001—2013 годах, двукратный чемпион Центральной Америки и Карибского бассейна, победитель и призёр ряда крупных международных стартов, действующий рекордсмен Багамских Островов в беге на 60 метров с барьерами, участник двух летних Олимпийских игр.

## Биография
Шамар Сэндс родился 30 апреля 1985 года в Нассау, Багамские Острова.
Занимался лёгкой атлетикой во время учёбы в Обернском университете, в составе университетской легкоатлетической команды «Оберн Тайгерс» регулярно принимал участие в различных студенческих соревнованиях в США. Окончил университет, получив степень в области бухгалтерского учёта. На протяжении большей части карьеры проходил подготовку под руководством тренера Генри Ролла.
Впервые заявил о себе в лёгкой атлетике на международном уровне в сезоне 2001 года, когда вошёл в состав багамской сборной и выступил на юношеском мировом первенстве в Дебрецене, где в зачёте бега на 110 метров с барьерами дошёл до стадии полуфиналов.
В 2002 году в той же дисциплине выиграл серебряную медаль на юниорском первенстве Центральной Америки и Карибского бассейна и бронзовую медаль на юниорском мировом первенстве в Кингстоне.
В 2003 году получил серебро на юниорских Carifta Games в Порт-оф-Спейн.
В 2007 году одержал победу на чемпионате Багамских Островов в Нассау, стартовал на Панамериканских играх в Рио-де-Жанейро и на чемпионате мира в Осаке.
В 2008 году бежал 60 метров с барьерами на чемпионате мира в помещении в Валенсии, в беге на 110 метров с барьерами вновь выиграл чемпионат Балкан, превзошёл всех соперников на центральноамериканском и карибском чемпионате в Кали — здесь также завоевал золото в эстафете 4×100 метров. Благодаря череде успешных выступлений удостоился права защищать честь страны на летних Олимпийских играх в Пекине — в программе 110 метров в барьерами дошёл до четвертьфинала.
В 2009 году на соревнованиях во французском Льевене установил ныне действующий рекорд Багамских Островов в беге на 60 метров с барьерами — 7,49, тогда как в чешской Остраве показал свой лучший результат на дистанции 110 метров — 13,38. Участвовал в чемпионате мира в Берлине.
В 2010 году в 60-метровом барьерном беге отметился выступлением на чемпионате мира в помещении в Дохе.
Принимал участие в Олимпийских играх 2012 года в Лондоне — здесь в ходе предварительного квалификационного этапа 110 метров в барьерами сошёл с дистанции.
Завершил спортивную карьеру по окончании сезона 2013 года.
Приходится двоюродным братом титулованному прыгуну тройным Ливану Сэндсу, бронзовому призёру Олимпийских игр.